# Речное (Аулиекольский район)
Речное (каз. Речной) — упразднённое село в Аулиекольском районе Костанайской области Казахстана. Входило в состав поселковой администрации Кушмурун. Код КАТО — 393633200. Ликвидировано в 2013 году.

## Население
В 1999 году население села составляло 64 человека (31 мужчина и 33 женщины). По данным переписи 2009 года в селе проживало 50 человек (27 мужчин и 23 женщины).